# UWE-2
UWE-2, acronyme de  Universität Würzburgs Experimentalsatellit 2 (satellite expérimental de l'Université de Wurtzbourg) est le deuxième nano-satellite artificiel de format CubeSat construit par des étudiants de l'université de Wurtzbourg. 

## Objectifs
UWE-2 doit tester d'une part des méthodes et des algorithmes de contrôle d'attitude et d'autre part des paramètres permettant d'adapter les protocoles internet aux missions spatiales. 

## Caractéristiques techniques
Le satellite est de format CubeSat 1U (cube de 10 cm de côté avec une masse de 1 kg). Son orientation est stabilisée dans deux dimensions à l'aide d'aimants permanents qui interagissent avec le champ magnétique terrestre. Son orientation et les modifications de celles-ci sont déterminées par des capteurs de type MEMS : 1 capteur solaire sur chaque face, trois gyroscopes et des magnétomètres. Le satellite dispose d'un récepteur GPS ainsi que de capteurs solaires, magnétiques et inertiels à bord. La transmission de données vers la terre s'effectue sur la fréquence 437,385 MHz. 

## Historique
Le 23 septembre 2009, la fusée indienne PSLV (PSLV-C14) place OceanSat-2 (charge utile principale) et trois autres CubeSats sur une orbite polaire à 730 km d'altitude et mis en service. Après son lancement aucun signal n'est émis par le satellite et celui-ci est considéré comme perdu. UWE-3 lui succède le 21 novembre 2013,.